# Thomas Lemar
Thomas Lemar (Baie-Mahault, 12 november 1995) is een Frans voetballer van Guadeloupese afkomst die doorgaans als centrale middenvelder speelt. Hij tekende in juli 2018 een contract tot medio 2023 bij Atlético Madrid, dat circa €65.000.000 voor hem betaalde aan AS Monaco. Lemar debuteerde in 2016 in het Frans voetbalelftal, waarmee hij in 2018 het WK won.

## Clubcarrière

### SM Caen
Lemar komt uit de jeugdacademie van SM Caen. Hij debuteerde op 2 augustus 2013 op de openingsspeeldag van het seizoen 2013/14 in het eerste van SM Caen, tijdens een wedstrijd tegen Dijon FCO. Hij viel na 78 minuten in voor Jérôme Rothen. Lemar speelde dat seizoen zeven competitiewedstrijden voor Caen in de Ligue 2 en promoveerde na dat seizoen met de club naar de Ligue 1. Hierin kwam hij in het daaropvolgende seizoen 25 keer in actie en behaalde hij met Caen de dertiende plaats, goed voor behoud op het hoogste niveau.

### AS Monaco
Lemar tekende in juni 2015 een contract tot medio 2020 bij AS Monaco, de nummer drie van de Ligue 1 in het voorgaande seizoen. Hij maakte op 25 augustus zijn debuut voor die club in de play-offs voor de Champions League tegen Valencia. Hij mocht de laatste 38 minuten meedoen. Zijn eerste doelpunt voor Monaco maakte hij in zijn competitiedebuut, op 22 augustus tegen Toulouse FC. Zes minuten nadat hij inviel, maakte hij de gelijkmaker. AS Monaco eindigde dat seizoen wederom op de derde plaats. Het seizoen daarop werden ze Frans landskampioen, Lemar had daarbij met negen doelpunten en elf assists zijn bijdrage geleverd. Ook werd de halve finale in de Champions League behaald, de beste Europese prestatie van de club in dertien jaar. In die competitie leverde hij twee doelpunten en vijf assists. In de verloren finale van de Coupe de la Ligue tegen Paris Saint-Germain scoorde Lemar het enige doelpunt van de Monegasken. In de zomer van 2017 en in de winter die volgde werd hij gelinkt aan Premier League-club als Liverpool en Arsenal, maar Lemar bleef AS Monaco trouw. Dat seizoen vond hij drie keer het net en assisteerde hij tienmaal.

### Atletico Madrid
Lemar tekende in juli 2018 een contract tot medio 2023 bij Atlético Madrid, dat circa €65.000.000 voor hem betaalde. Hij debuteerde op 15 augustus 2018 voor de Spaanse club, in de wedstrijd om de UEFA Super Cup 2018 tegen Real Madrid. Zijn eerste doelpunten volgden op 22 september 2018. Hij maakte toen beide doelpunten in een met 0–2 gewonnen wedstrijd in de Primera División uit bij Getafe CF. In de Champions League won hij dat seizoen met Atlético twee keer van zijn voormalige club AS Monaco. Per juli 2025 wordt hij verhuurd aan FC Girona, zonder mogelijkheid tot koop. 

## Clubstatistieken
| Seizoen     | Club            | Competitie       | Competitie | Competitie | Beker | Beker | Internationaal | Internationaal | Totaal | Totaal |
| Seizoen     | Club            | Competitie       | Wed.       | Dlp.       | Wed.  | Dlp.  | Wed.           | Dlp.           | Wed.   | Dlp.   |
| ----------- | --------------- | ---------------- | ---------- | ---------- | ----- | ----- | -------------- | -------------- | ------ | ------ |
| 2013/14     | SM Caen         | Ligue 1          | 7          | 0          | 3     | 0     | —              | —              | 10     | 0      |
| 2014/15     | SM Caen         | Ligue 1          | 25         | 1          | 1     | 0     | —              | —              | 26     | 1      |
| Club totaal | Club totaal     | Club totaal      | 32         | 1          | 4     | 0     | 0              | 0              | 36     | 1      |
| 2015/16     | AS Monaco       | Ligue 1          | 26         | 5          | 3     | 0     | 5              | 0              | 34     | 5      |
| 2016/17     | AS Monaco       | Ligue 1          | 34         | 9          | 5     | 3     | 16             | 2              | 55     | 14     |
| 2017/18     | AS Monaco       | Ligue 1          | 30         | 2          | 4     | 1     | 3              | 0              | 37     | 3      |
| Club totaal | Club totaal     | Club totaal      | 90         | 16         | 12    | 4     | 24             | 2              | 126    | 22     |
| 2018/19     | Atlético Madrid | Primera División | 31         | 3          | 4     | 1     | 7              | 0              | 42     | 4      |
| 2019/20     | Atlético Madrid | Primera División | 22         | 0          | 0     | 0     | 7              | 0              | 29     | 0      |
| 2020/21     | Atlético Madrid | Primera División | 27         | 1          | 1     | 1     | 8              | 0              | 36     | 2      |
| 2021/22     | Atlético Madrid | Primera División | 14         | 3          | 3     | 0     | 5              | 0              | 22     | 3      |
| Club totaal | Club totaal     | Club totaal      | 94         | 7          | 8     | 2     | 27             | 0              | 129    | 9      |
| TOTAAL      | TOTAAL          | TOTAAL           | 216        | 24         | 24    | 6     | 51             | 2              | 291    | 32     |

Bijgewerkt op 21 januari 2022

## Interlandcarrière
Lemar kwam uit voor de Franse nationale jeugdelftallen van –17 tot en met –21. Hij debuteerde op 15 november 2016 in het Frans voetbalelftal, in een oefeninterland tegen Ivoorkust (0-0), toen hij Adrien Rabiot verving. Lemar maakte op 31 augustus 2017 zijn eerste én tweede interlanddoelpunt. Hij zorgde die dag voor zowel de 2–0 als de 3–0 tijdens een met 4–0 gewonnen kwalificatiewedstrijd voor het WK 2018, thuis tegen Nederland.
Bondscoach Didier Deschamps riep Lemar op 18 mei 2018 op voor het WK 2018 in Rusland. Zijn enige wedstrijd op dit toernooi speelde hij in het doelpuntloze duel tegen Denemarken. Frankrijk won dat jaar voor de tweede keer het wereldkampioenschap door in de finale Kroatië te verslaan.

## Erelijst
| Competitie       | Aantal    | Jaren     |           |           |
| AS Monaco        | AS Monaco | AS Monaco | AS Monaco | AS Monaco |
| ---------------- | --------- | --------- | --------- | --------- |
| Ligue 1          | 1x        | 2016/17   |           |           |
| Atlético Madrid  |           |           |           |           |
| UEFA Super Cup   | 1x        | 2018      |           |           |
| Primera División | 1x        | 2020/21   |           |           |

| Competitie                  | Winnaar   | Winnaar   | Runner-up | Runner-up | Derde     | Derde     |
| Competitie                  | Aantal    | Jaren     | Aantal    | Jaren     | Aantal    | Jaren     |
| Frankrijk                   | Frankrijk | Frankrijk | Frankrijk | Frankrijk | Frankrijk | Frankrijk |
| --------------------------- | --------- | --------- | --------- | --------- | --------- | --------- |
| Wereldkampioenschap voetbal | 1x        | 2018      |           |           |           |           |